# Воронин, Иван Дмитриевич
Ива́н Дми́триевич Воро́нин (1905—1983) — учёный-литературовед, писатель и краевед, педагог, редактор, общественный деятель. Основоположник современного краеведения Мордовии. Впервые опубликовал фундаментальные историко-краеведческие исследования о Саранске, изучил и ввёл в научный оборот множество сведений из архивных документов. Автор 14 книг и более 300 очерков и статей. Заслуженный работник культуры РСФСР (1975).

## Биография
Родился 3 (16) сентября 1905 года в Саранске в крестьянской семье.
В 1929—1937 годах после службы в РККА занимался хозяйственной и комсомольской деятельностью в Оренбурге, Куйбышеве и Мордовии.
В 1938 году окончил экстерном с отличием МГПИ имени А. И. Полежаева в Саранске, работал там преподавателем литературы.
В годы Великой Отечественной войны был инструктором по печати политотдела железнодорожных войск СССР в Москве.
В 1946—1951 годах работал заведующим сектором истории в МНИИЯЛИЭ (Мордовский научно-исследовательский институт языка, литературы, истории, экономики), преподавал в педагогическом институте и Мордовской партийной школе, был редактором альманаха «Литературная Мордовия».
В 1951—1959 годах был председателем правления Союза писателей Мордовии.
С 1957 года вновь работал преподавателем педагогического института, а затем Мордовского государственного университета. В 1961—1970 годах заведовал кафедрой русской и зарубежной литератур.
Умер 29 мая 1983 года в Саранске.

## Почётные звания и награды
- Заслуженный работник культуры РСФСР (30 сентября 1975)
- Заслуженный работник культуры Мордовской АССР
- Член СП СССР
- Почётный гражданин Саранска
- Орден Трудового Красного Знамени
- Почётный железнодорожник

## Память
Именем И. Д. Воронина назван Мордовский республиканский объединенный краеведческий музей в Саранске.

## Основные работы
- Воронин И. Д. Литературные деятели и литературные места в Мордовии / Оформление В. Климова. — 2-е изд., доп. — Саранск: Мордовское кн. изд-во, 1976. — 336, [16] с. — 7000 экз. (1-е издание — 1951).